# Frank Jørgensen
Frank Benny Jørgensen (født 1960) er en tidligere styrkeløfter  fra Københavns Styrkeløft Klub og Atletik atlet fra A.K.Delta i Skælskør nu Slagelse.Bedste resultat i Diskos nr 29 i DK 1998 og nr 2 for mænd på 38 år 1998.Desuden nr 2 i spydkast til sjællandsmesterskaberne ca 1980 med et kast over 55 meter.Desuden har han løbet 11sek rent på 100 meter sprint 2 gange med en kropsvægt på 118 kg. [kilde mangler] Fra 1985 til 1999 vandt han 7 gange Dansk Styrkeløft Forbunds danmarksmesterskab i styrkeløft og i 2000 blev han desuden verdensmester i klassen for 40-årige og ældre. Året efter vandt han også EM og blev stævnets bedste løfter på point med 525 wilk point. Hans personlige rekord i dødløft fra 1985 er 372,5 kg. Hans rekord i total løft fra 2001 er 922,5 kg.
Hans første idrætsgren var vægtløftning i A.K.Atlas i 67,5 kg klassen.Som han dyrkede i 2 år inden han skiftede til Atletik.Dokumentationen i Atletik er på side 254 i Dansk Atletikforbunds blad daf 1998 http://statletik.dk/dafital/DAF%20i%20tal%201998_ocr.pdf Arkiveret 3. november 2018 hos  Wayback Machine
https://www.youtube.com/watch?v=WSFpF1Aen60&list=PL_rvpD6-GwG9jND59-n25msUYNSdw9ftB&index=13&t=0s

## Doping
I september 2001 blev Jørgensen testet positiv efter en prøve taget i Team Danmark Centret i Aalborg. I forlængelse af sagen fra Aalborg krævede Dansk Styrkeløft Forbund penge tilbage fra Jørgensen. Beløbet svarede til de udgifter forbundet havde haft ved Frank Jørgensens internationale konkurrencer 12 måneder tilbage fra den dag hvor han blev testet positiv.
I 2004 fik Frank Jørgensen karantæne på livstid fra idræt under Danmarks Idræts-Forbund på grund af gentagene domme for brug af anabole steroider. Dommen er dog senere blevet mildnet og han er nu medlem af Bagsværd Atletik Club.[kilde mangler]